# Добровольский, Евгений Иванович
Евгений Иванович Добровольский (22 сентября 1909, Гусь-Мальцевский, Владимирская губерния — 24 июня 2000, Днепродзержинск, Днепропетровская область) — советский промышленный деятель, директор Днепродзержинского химического комбината (1963—1972), лауреат Государственной премии СССР (1969).

## Биография
Родился 22 сентября 1909 года в городе Гусь-Хрустальный. Член ВКП(б) с 1945 года.
С 1925 года работал в городе Гусь-Хрустальный ткачом на бумаго-ткацкой фабрике.
В 1929 году окончил фармацевтические курсы во Владимире и в 1937 году — Горьковский политехнический институт.
В 1937—1946 годах работал на инженерных должностях на химическом комбинате в городе Дзержинск.
С 1946 года — на Днепродзержинском химическом комбинате (до 1965 года — Днепродзержинский азотнотуковый завод): начальник цеха № 8, с 1956 года — заместитель директора, в 1963—1972 годах — директор. За период его руководства объёмы производства выросли более чем в два раза.
В 1955—1956 годах — главный советник министра химической промышленности и промстройматериалов КНДР. В 1963 году — главный инженер Приднепровского совнархоза.
В 1972—1977 годах — доцент кафедры технологии неорганических веществ Днепропетровского химико-технологического института. В 1977—1991 годах — заместитель начальника отраслевого учебного центра ДПО «Азот».
В 1987—1995 годах — председатель Совета ветеранов войны и труда Южного (Баглейского) района.
Умер 24 июня 2000 года в Днепродзержинске, где и похоронен на кладбище Южного района.

## Награды
- Государственная премия СССР (1969, в составе коллектива) — за научно-техническую разработку и внедрение в народное хозяйство энерготехнологического агрегата производства азотной кислоты под давлением 7,3 атм с газотурбинным приводом компрессора и каталитической очисткой выхлопных газов от окислов азота;
- Орден Ленина;
- дважды Орден Трудового Красного Знамени;
- Почётная грамота Президиума Верховного Совета Украинской ССР;
- Орден Государственного флага (КНДР).